# Austrogneta quadridentata
Austrogneta quadridentata är en kvalsterart som beskrevs av Hammer 1966. Austrogneta quadridentata ingår i släktet Austrogneta och familjen Autognetidae. Inga underarter finns listade.